# Amphipholis goesi
Amphipholis goesi är en ormstjärneart som beskrevs av Ljungman 1872. Amphipholis goesi ingår i släktet Amphipholis och familjen trådormstjärnor. Inga underarter finns listade i Catalogue of Life.